# Горная трясогузка

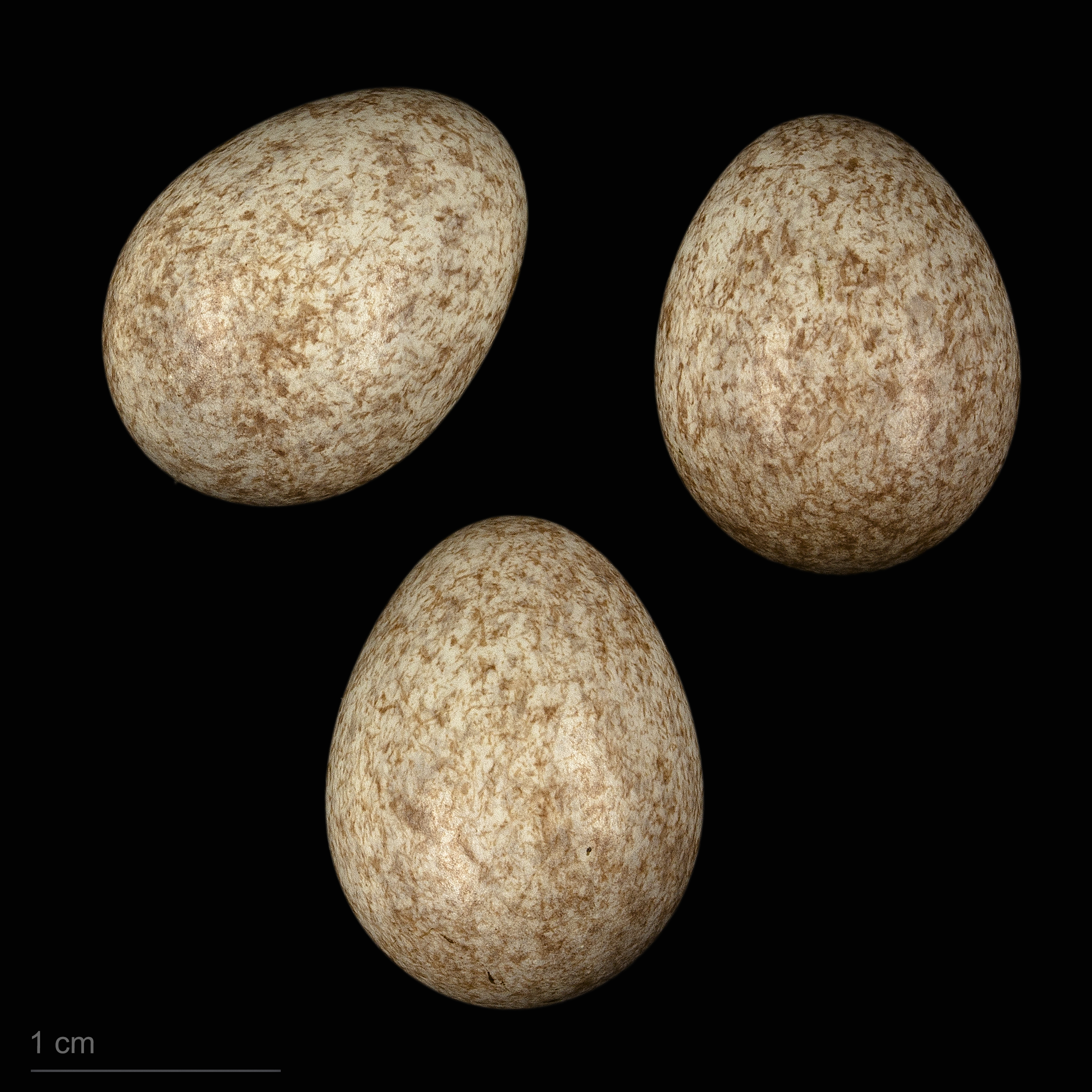
яйцо Motacilla cinerea cinerea - Тулузский музеум

Го́рная трясогу́зка (лат. Motacilla cinerea) — небольшая птица из семейства трясогузковых. Внешне сходна с жёлтой трясогузкой, отличается от неё белыми «боками», контрастирующими с ярко-жёлтой грудью и подхвостьем. Кроме того, у самца в брачном наряде чёрное горло.
Вид широко распространен по всей Евразии. Большинство популяций совершают регулярные перелёты, зимуют в тропических районах Азии и Африки. Горные трясогузки придерживаются околоводных биотопов — берегов рек и ручьёв, сырых лугов, болот. Ловят насекомых, вспугивая их с субстрата. Как и другие представители рода, постоянно покачивают хвостом при ходьбе. Полет волнообразный. Голос напоминает позывки белой трясогузки, но более звонкий, «металлический».

## Описание
Длина тела 17-20 см, имеет характерный для трясогузок длинный хвост (наиболее длинный среди европейских видов рода). Окраска самца во время сезона размножения преимущественно серая на верхней части тела, и жёлтая на нижней, с чёрной шеей.

## Питание
Основной пищей являются насекомые. Горная трясогузка держится возле вод с быстрым течением (в частности горных речек), но зимой обычно перемещается к более спокойным водотокам в низовьях.

## Размножение
Гнездится в умеренном поясе Европы, Азии и в северной Африке. Вид является оседлым в более тёплых зонах своего ареала, например, западной Европе, но восточные и северные популяции мигрируют в Африку и южную Азию. Гнёзда горная трясогузка строит в трещинах и щелях скал. Откладывает 3-6 пятнистых яиц.

## Подвиды
Выделяют три подвида:
- M. c. cinerea Tunstall, 1771 — Европа, Северная Африка и Малая Азия до Кавказа на юг до северного и юго-западного Ирана. Включает M. c. melanope Pallas, 1776 — Северная Азия от Урала до Охотского моря и на юг до Монголии и восточного Китая, а также горные регионы Тянь-Шаня до восточного Афганистана и на восток вдоль Гималаев. Также включает M. c. robusta (C. L. Brehm, 1857) — Камчатка и Дальний Восток на юг до Кореи и Японии. Также включает M. c. canariensis Hartert, 1901 — Канарские острова.
- M. c. patriciae Vaurie, 1957 — Азорские острова
- M. c. schmitzi Tschusi, 1900 — Мадейра